# Trattato dell'Aia (1795)
Il trattato dell'Aja o pace dell'Aja, fu un trattato firmato il 16 maggio 1795, ossia il 27 fiorile III, dalla Francia della Convenzione Nazionale e la Repubblica delle Province Unite, che stava diventando la Repubblica Batava.

## Antefatti
Il 1º febbraio 1793, la Convenzione Nazionale francese aveva dichiarato guerra all'Inghilterra ed al suo alleato, le Province Unite dello statolder Guglielmo V di Orange-Nassau.  L'8 gennaio 1795 l'Armata del Nord del generale Pichegru attraversò il fiume Waal gelato.  Alla notizia i  comitati rivoluzionari  olandesi si ribellarono: presero il controllo di Amsterdam in nome della Repubblica Batava e costrinsero Guglielmo V all'esilio, il 18 gennaio, avvenimenti generalmente noti come Seconda rivoluzione batava.
Il 19 Pichegru occupò Amsterdam.  Il 4 piovoso (23 gennaio) la cavalleria francese catturò la flotta olandese, bloccata dal ghiaccio sullo Helder: una singolare impresa che portò alle stelle la fama del generale Pichegru.
Il 3 febbraio venne proclamata la nascita della Repubblica Batava, ma i Francesi occupanti vollero prima sottoscrivere il trattato di pace col vecchio Stato, un atteggiamento che venne vissuto come un tradimento, ma che nascondeva la normale intenzione di proseguire la libera occupazione militare, con conseguenti requisizioni ed illimitata potestà.

## I negoziati
Le conseguenti trattative vennero condotte dagli inviati olandesi Jacob Blauw e Caspard Meijer da una parte, una commissione francese composta da Merlin de Douai, Reubell ed Sieyès dall'altra.
Gli ultimi due vennero inviati all'Aia in aprile, per trattare direttamente con i rinnovati  Stati Generali delle Province Unite, lì nel frattempo convocati e che dovettero subire un oneroso diktat.

## Il trattato di pace

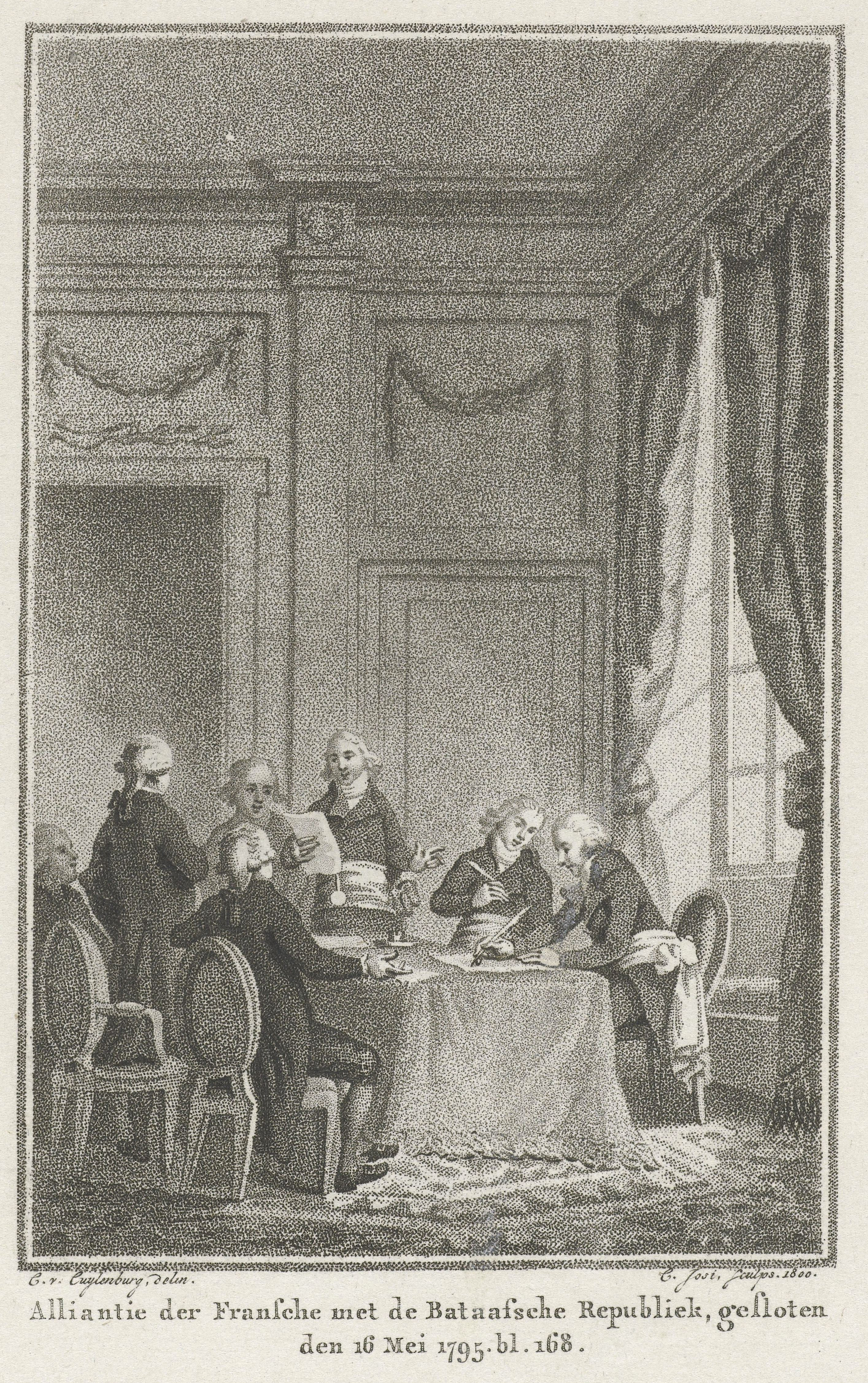
Firma del trattato

Il trattato venne firmato da Reubell e Sieyès per la Convenzione Nazionale, e da Peter-Paulus, Lestevenon, Mathias Pons ed Hubert, tutti membri degli Stati Generali, a nome della Repubblica delle Province Unite.
- Art. 1: la Repubblica francese riconosce la Repubblica delle Province Unite quale potenza libera ed indipendente e le garantisce la sua libertà, la sua indipendenza e l'abolizione dello statolderrat.
- Art. 2-6: fra le due repubbliche viene stabilita, in perpetuo, pace, amicizia, una alleanza offensiva e difensiva contro ogni nemico, senza distinzione, sino alla fine della guerra in corso e per sempre contro l'Inghilterra.
- Art. 7-8: il contingente della Repubblica delle Province Unite, nel corso della presente campagna, sarà di 12 vascelli di linea e 18 fregate, da impiegarsi principalmente nei mari di Germania, nel Mare del Nord e nel Mar Baltico. Tali forze saranno aumentate per la prossima campagna, se essa avrà luogo.  La repubblica delle Province Unite metterà a disposizione, se ne sarà richiesta, la metà almeno delle truppe di terra che avrà in quel momento in armi. Le forze di terra e di mare fornite dalla repubblica saranno poste agli ordini di generali francesi.
- Art. 10: la Repubblica francese restituirà alla Repubblica delle Province Unite la sua marina, i suoi arsenali e quella parte della sua artiglieria della quale non avrà già disposto.
- Art. 12: restituirà altresì tutto il suo territorio, con le seguenti eccezioni: 1.° le Fiandre olandesi, ivi compreso il territorio situato sulla riva sinistra del fiume Hondt; 2.° Maastricht, Venlo e le loro dipendenze, così come le enclave poste a sud di Venlo.  Detti territori sono riservati alla Repubblica francese a titolo di giusta ricompensa delle restituzioni registrate agli articoli precedenti.
- Art. 13-14: il porto di Flessinga ospiterà, esclusivamente, una guarnigione francese e tale porto sarà comune alle due nazioni.
- Art. 15: in caso di ostilità dalla parte del Reno o della Zelanda, il governo francese potrà porre delle proprie guarnigioni nelle fortezze di Bergen op Zoom, Grave e Bois-le-Duc.
- Art. 16: al termine del conflitto generale, la Repubblica francese cederà alla Repubblica delle Province Unite, nei paesi conquistati o rimasti alla Francia, un equivalente delle cessioni fatte con il precedente art. 12[1]
- Art. 17: la Repubblica francese occuperà militarmente, sino al termine della presente guerra, le piazzeforti e le posizioni che le sarà utile conservare per la difesa del proprio territorio.
- Art. 18: la navigazione del Reno, della Mosa, della Schelda e del fiume Hondt, sarà libera alle due nazioni.
- Art. 19: la Repubblica francese abbandona alla Repubblica delle Province Unite tutti i beni immobili della Casa d'Orange-Nassau, così come tutti i beni mobili dei quali la Repubblica francese non avrà giudicato di impadronirsi.
- Art. 20: la Repubblica delle Province Unite pagherà alla Repubblica francese, a titolo di indennità delle spese di guerra, 100 milioni di fiorini, moneta corrente dei Paesi Bassi.
- Art. 21: la Repubblica delle Province Unite si impegna a non dare asilo ad alcun émigré francese.

Lo stesso giorno i sei plenipotenziari sottoscrissero anche un accordo segreto, ed un regolamento per l'utilizzo delporto di Flessinga.

## Conseguenze

### Per i francesi
La contribuzione straordinaria di 100 milioni di fiorini (una somma enorme) diede un importante contributo al mantenimento delle armate rivoluzionarie, specie in relazione alla compagna sul Reno dell'anno successivo.
Quanto alle cessioni a sud della Mosa e del Reno (Fiandre zelandesi, le città-piazzeforti di Maastricht e Venlo), trattandosi di province di lingua e cultura olandesi, esse costituirono un primo esempio della volontà espansionistica della guerra della convenzione termidoriana, pure condotta in nome dei più sacrosanti principi rivoluzionari e in ossequio al principio dei "confini naturali" della Gallia.

### Per gli olandesi
Il trattato pose fine all'influenza britannica sui Paesi Bassi settentrionali e, di fatto, trasformò il Paese in un protettorato del Direttorio, cui vennero imposti gravi oneri: la neonata Repubblica Batava fu obbligata a pagare un grosso tributo finanziario alla Francia, a consentire lo stazionamento sul proprio territorio di un corpo d'armata francese, quasi una forza di occupazione. La reazione inglese non si fece peraltro attendere, colpendo duramente gli interessi olandesi e le loro colonie nel mondo, in particolar modo la Colonia del Capo.

La politica adottata fu rivoluzionaria e liberale, oltre che molto instabile, perché arrivarono a prodursi diversi colpi di stato durante la sua breve esistenza. Nel 1805 gli esperimenti democratici finirono e andò al potere Rutger Jan Schimmelpenninck. L'anno seguente, Napoleone Bonaparte sciolse la Repubblica, sostituendola con il Regno d'Olanda. La Corona venne affidata a suo fratello, Luigi Bonaparte.